# Ненецкий окружной комитет КПСС
Ненецкий окружной комитет КПСС — центральный партийный орган, существовавший в Ненецком автономном округе с 1930 года по 23 августа 1991 года.

Здание Ненецкого окружкома КПСС - ныне здание Администрации Нарьян-Мара, улица Ленина, 12.

## История
- 15.7.1929 образован как Ненецкий национальный округ в составе Северного края
- 5.12.1936 в составе Северной области
- 23.9.1937 в составе Архангельской области
- 7.10.1977 преобразован в Ненецкий автономный округ

## Первые секретари Ненецкого окружкома КПСС
Первые секретари окружкома КПСС (до 1952 года - ВКП(б)).
| Фамилия, Имя Отчество        | Годы жизни                       | Должность                                                | Период руководства                |
| ---------------------------- | -------------------------------- | -------------------------------------------------------- | --------------------------------- |
| Проурзин, Иван Яковлевич     | 11 января 1907 — 23 ноября 1984  | Первый секретарь Ненецкого окружкома ВКП(б)              | 21 декабря 1931 — 12 августа 1937 |
| Евсюгин, Аркадий Дмитриевич  | 25 января 1910 — 15 декабря 1995 | Первый секретарь Ненецкого окружкома ВКП(б)              | август 1937 — июнь 1938           |
| Колтаков, Дмитрий Иванович   | 30 мая 1904 — 1958               | Первый секретарь Ненецкого окружкома ВКП(б)              | июнь 1938 — октябрь 1939          |
| Кузин, Серафим Петрович      | 11 августа 1903 — 10 ноября 1965 | Первый секретарь Ненецкого окружкома ВКП(б)              | октябрь 1939 — 1946               |
| Казанцев, Павел Афанасьевич  | 1909 — 9 декабря 1947            | Первый секретарь Ненецкого окружкома ВКП(б)              | 1946 — 9 декабря 1947             |
| Гудырев, Афанасий Николаевич | 31 января 1901 — 30 мая 1966     | Первый секретарь Ненецкого окружкома ВКП(б), с 1952 КПСС | 1948 — 1955                       |
| Крупин, Алексей Николаевич   | 18 мая 1910 — 15 февраля 1966    | Первый секретарь Ненецкого окружкома КПСС                | 1955 — 1959                       |
| Швецов, Иван Кузьмич         | 15 января 1923 — 2 ноября 2001   | Первый секретарь Ненецкого окружкома КПСС                | 1959 — 1975                       |
| Романов, Юрий Степанович     | р. 28 сентября 1939              | Первый секретарь Ненецкого окружкома КПСС                | 1975 — август 1991                |